# Stauning Kirke
Stauning Kirke ligger i Stauning i Stauning Sogn i Ringkøbing-Skjern Kommune. Kirken er opført omkring 1150 i romansk stil, og er som områdets øvrige kirker åbent for besøgende i dagstimerne.

## Kirkebygningen og historien
Kirken består af skib og kor, tårn mod vest, våbenhus og sakristi mod syd og
materialhus mod nord. Skib og kor er fra romansk tid bygget af granitkvadre. Skibets vestlige del synes at være tilføjet allerede i romansk tid.
To tilmurede døre mod nord og en mod syd samt korbuen er bevarede. Senere
tilføjedes tårn, sakristi, våbenhus og materialhus, alle af mursten. Korgavlen og
korets sydside er ombygget i 1800-tallet. Altertavle og prædikestol (fra 1603) ere
begge i Renæssancestil. Malmstagerne er skænket i 1654 af herredsfoged
Christen Olufsen og Hustru.